# 大漠谣
《大漠谣》是桐华创作的一部言情小说。描写了西汉汉武帝时期，来自西域的狼女金玉（玉瑾）与汉朝大将军霍去病、富商公子孟西漠（孟九）之间唯美曲折的爱情故事。2006年11月由河南文艺出版社出版，2007年1月其终结篇亦正式推出。2012年3月1日，《大漠谣》（新版）由湖南文艺出版社出版（ISBN 9787540453541），新版共上下两册，上册即2006年初版，下册即2007年终结篇。《大漠谣》是“大汉情缘”系列的第一部，其他兩部是《云中歌》及《解忧曲》。三部的人物有贯通和串联，但是彼此又是独立的故事。

## 主要人物
金　玉
全书女主角，本名玉瑾，从小在狼群中长大，六岁时被匈奴单于账下的一汉人救起，后认其为阿爹，学习读书武艺。因匈奴的一场政变阿爹死去而至流落西域，或因命运的注定她接连遇上了孟九和霍去病两个生命中最重要的男人，之后来到汉朝首都长安，从此陷入了一场唯美曲折的爱情故事。
霍去病
英姿勃发的阳光少年，汉帝国的骠骑大将军，在战场上无往不胜令匈奴人闻风丧胆。争取爱情亦勇往直前，付出全部的真心。
孟　九
温文尔雅的富商公子，俊朗、潇洒、深谙韬略。然而其神秘家世和天生残疾的身体，亦让他渴望爱情但自卑、谨慎。

## 节选
|                      | 日子轻快一如沙漠中的夜风，瞬间已是千里，不过是一次受伤后的休息，草原上的草儿已经枯萎了三次，胡杨林的叶子黄了三次。三年多时间，一千多个日日夜夜，随着狼群，从漠北流浪到漠南，又从漠南回到漠北。打闹嬉戏中，我似乎从未离开过狼群，与阿爹在一起的六年似乎已湮没在黄沙下，可惜……只是似乎。 沉沉黑夜，万籁俱寂，篝火旁，我和狼兄一坐一卧，他已酣睡，我却无半丝睡意。白日，我再次看到了匈奴军队——三年中的第一次。措手不及间，隆隆马蹄声惊醒了尘封多年的过去。 |
| ——《大漠谣》（节选） | |

## 改編作品

### 电视剧
- 改编自小说《大漠谣》，由刘诗诗、胡歌、彭于晏、韩栋、陳法拉、田蕊妮、石小群等主演。由上海唐人电影制作有限公司制作。

## 与历史的不同
- 小说里的霍去病没有死，而是与金玉远走他乡，还生育了儿女。
- 小说大量描写了卫青、霍去病的不和，这并没有史料记载。
- 小说里卫青之子卫伉是汉朝将军，还欲下毒害死霍去病，但据史料记载霍去病去世时卫伉最大也不会超过10岁。